# حسام الآلوسي
ولد الدكتور حسام محيي الدين عبد الحميد الألوسي عام 1354هـ/1936م، في مدينة تكريت مركز محافظة صلاح الدين، من عائلة دينية.
أكمل دراسته الابتدائية والثانوية في تكريت انتقل بعدها عام 1952م إلى بغداد لاكمال دراسته الجامعية ودخل جامعة بغداد، في كلية الآداب قسم الفلسفة، وبعد تخرجه من الكلية عمل مدرسا في متوسطة طويريج، ثم تكريت ثم ثانوية كربلاء، وفي عام 1961م سافر حسام الآلوسي ببعثة على نفقة الدولة إلى بريطانيا لاكمال دراسته العليا، حيث دخل جامعة كمبرج وحصل على شهادة الدكتوراه عام 1965م عن اطروحته مشكلة الخلق في الفكر الإسلامي، وفي سيرته العلمية نقرأ انه: عمل استاذا في قسم الفلسفة في جامعة بغداد منذ عام 1968م، وترأس القسم في اوقات متفرقة، وهو عضو الهيئة الادارية لجمعية العراق الفلسفية، والمسؤول عن الجانب العلمي والإنتاج العلمي في الجمعية، ونائب رئيس الجمعية الفلسفية العربية التي مقرها الأردن، وعضو مشارك في الجمعية المصرية الفلسفية. ورئيس قسم الدراسات الفلسفية في بيت الحكمة منذ عام 2006م.
أشرف كذلك على العديد من طلبة الدراسات العليا، في شهادات الماجستير والدكتوراه، وخلال مسيرته التدريسية، عمل مستشارا لمجلة دراسات معاصرة في كندا، كما عمل مستشارا لمجلة أوراق فلسفية التي تصدرها جماعة (أوراق فلسفية) في جامعة القاهرة.

## من مؤلفاته
- حوار بين الفلاسفة والمتكلمين، بغداد 1967م، بغداد - بيروت 1980م.
- مشكلة الخلق في الفكر الإسلامي، 1968م، باللغة الإنكليزية.
- الاسرار الخفية في العلوم العقلية، تحقيق ودراسة، بيروت 1975م.
- من الميثولوجيا إلى الفلسفة أو بواكير الفلسفة قبل طاليس، الكويت 1973م.
- الزمان في الفكر الديني والفلسفي القديم، بيروت 1980م.
- دراسات في الفكر الفلسفي الإسلامي، بيروت 1980م.
- فلسفة الكندي وآراء القدامى والمحدثين فيه، بيروت 1975م.
- التطور والنسبية في الأخلاق- دار الطليعة بيروت 1989م.
- الفلسفة والإنسان، جامعة بغداد 1990م.
- الفلسفة اليونانية قبل أرسطو، جامعة بغداد 1990م.
- مبادئ علم الاجتماع والفلسفة، 1990م.
- مدخل إلى الفلسفة، بيروت 2005م.
- حول العقل والعقلانية، عمان 2005م.
- والزمان في الفكر الديني والفلسفي وفلسفة العلم، بيروت 2005م.

## مشروعه الفلسفي في قضايا الفكرالإسلامي
ويدور المشروع الفلسفي للدكتور حسام الألوسي حول معالجة قضايا الفكر الإسلامي انطلاقا من منظور عقلاني حداثي، وباستخدام المنهج الجدلي التاريخي الاجتماعي، ويهدف من ذلك إلى تصحيح نظرتنا للتراث الفكري والفلسفي الإسلامي. وبالتالي يعتبر مشروع الدكتور حسام مشروعا نقديا، يحاول أن يمهد الطريق نحو ظهور فلسفة أصيلة وجديدة عربية معاصرة. ذلك أن تصحيح نظرتنا إلى التراث، انطلاقا من فكرنا المعاصر، يؤدي تلقائيا إلى زيادة حرية الفكر، وبالتالي ظهور أفكار إبداعية جديدة، ويذكر حسام الآلوسي فيما يخص القضية الجوهرية في فكره في كتابه (تجربتي الفلسفية)، قوله في مجال الفكر الفلسفي العربي والإسلامي: (هذا هو ميداني الخاص، بالنسبة لكتاب الدراسات في الفلسفة الإسلامية فهو مجموعة بحوث. وكل منها يفتح نتائج جديدة ويؤشر مسارات ويصحح أحكاما ويصح ذلك على بحثنا فيه عن الغزالي -مشكلة وحل- وبحثنا نظرية الفيض للفارابي بمنظور معاصر نقدي، وكذلك بحثنا فيه عن تقسيم العلوم ونشأة الفكر العربي الإسلامي. وكل كتبي ليست تاريخا للفلسفة، بعضها فيها تاريخ ولكن ليس للتاريخ بل للوصول إلى أهداف أخرى).

## أهتماماته الشعرية
على الرغم من ان حسام الآلوسي اشتهر بكتاباته في الفلسفة الإسلامية، الا انه كان ينظم الشعر، وقد انسحبت كتاباته على شعره الذي تسوده النزعة التأملية والفلسفية. في قصيدة ((رؤياك)) حيث تتضح رؤياه التأملية الصوفية:
- رؤياك رؤيا النور من بعد العمى
- أو مثل غيث فوق يمس قد هما
- تـمضي الشهور ولا أراك كـأنـما
- أنا في الحضيض وأنت في أعلى السما
- إنـي لـفي شوق إليك وإنما
- حكم المروءة أن أعف وأحرما
- ظمئي إليك يزيد في قلبي الظمـا
- ويزيدني ظمأ رضاي بذي الظما

وقال عنه الناقد فاضل ثامر رئيس اتحاد الأدباء والكتاب في العراق: (عرفنا الدكتور الالوسي مفكرا وفيلسوفا على درجة كبيرة من الوعي والثقافة كما تعرفنا على الوجه الآخر له، وهو ان يكون شاعرا يمتلك موهبة شعرية كبيرة، كما أن الآلوسي وبرغم كل ما قدمه لم يفهم كما يفترض ان يفهم فيه، فهو ينحدر من عائلة دينية لكنه تمرد بسبب موجات الشك واليقين التي تعتليه، فانتقل إلى الفكر الليبرالي وصار يحمل مفهوما عقلانيا وعلمانيا، والآلوسي وعبر ديوانه (زمن البوح) قدم العديد من القصائد العمودية بعضها اقترب من اشتغالات الجواهري وبعض الشعراء الرومانسيين، وقد وجدته صريحاً في بعض قصائده حين قدم شعراً تناول فيه الجانب الشخصي سواء على مستوى العائلة أو على مستوى الاصدقاء، بمعنى انها قصائد (اخوانية) كما وجدت بعض القصائد الوطنية مثل قصيدته المهداة إلى الزعيم الراحل عبد الكريم قاسم، أو قصيدته التي حملت عنوان (الشهداء الثلاثة)، والتي أهداها إلى شهداء الحزب الشيوعي العراقي (فهد وصارم وعازم).
ويؤكد العارفون بفضله ان اسمه محفور في ذاكرة منظمة اليونسكو والعالمين العربي والإسلامي بنتاجاته الفلسفية الكبيرة، مثلما محفور في الذاكرة العلمية العراقية كواحد من الفلاسفة الكبار وقد نهل من علمه وفلسفته الباحثون العراقيون والعرب، فضلا عن كونه شاعرا وقد أصدر مجموعة عام 2009 حملت عنوان (زمن البوح)، ضمت أكثر من سبعين قصيدة عمودية كان قد كتبها ولم ينشر أغلبها، بدا فيها كثير الإحباط والحزن، وحين استضافه اتحاد الأدباء تحدث طويلا عن غربته في هذا العالم، وكشف إن سبب شعوره المرير بهذه الوحدة هو توزعه بين الشك واليقين والايمان ونقيضه، وهو القائل عنه: (هذا الديوان يحمل غربة عن الزمن وعن الآخرين وعن تراثي، وأنا ليس كما يراني الناس منتظماً، فأنا أعرف أنني ربما ضللت الطريق، وحين تجدوني وحدي، فأنا كذلك في الديوان وفي سلوكي، حيث أنكم ستجدون في القصائد انساناً يتكلم بعقله في بيت شعر ما، وفي بيت آخر يتحدث بقلبه).
ولقد ظل الفيلسوف الآلوسي بعيدا عن المهتمين بالشأن الثقافي أو العلمي، في فترة حياته الأخيرة حيث داهمه المرض لمدة عام قبل وفاته، ولكن بالرغم من حركته الدؤوبة ومشاركته في المنتديات، فضلا عن انه اسم لامع في مجال الفلسفة، وتخرج المئات من الطلبة وطلبة الدراسات العليا الذين أصبح البعض منهم زملاء له، ظل في عزلة أواخر حياته، حتى وافته المنية.

## وفاته
أعلن في بغداد، مساء الاثنين 2 ذو الحجة 1434 / 7 أكتوبر 2013م، عن رحيل المفكر حسام الآلوسي عن عمر ناهز الـ 77 عاما.